# Gastrologik

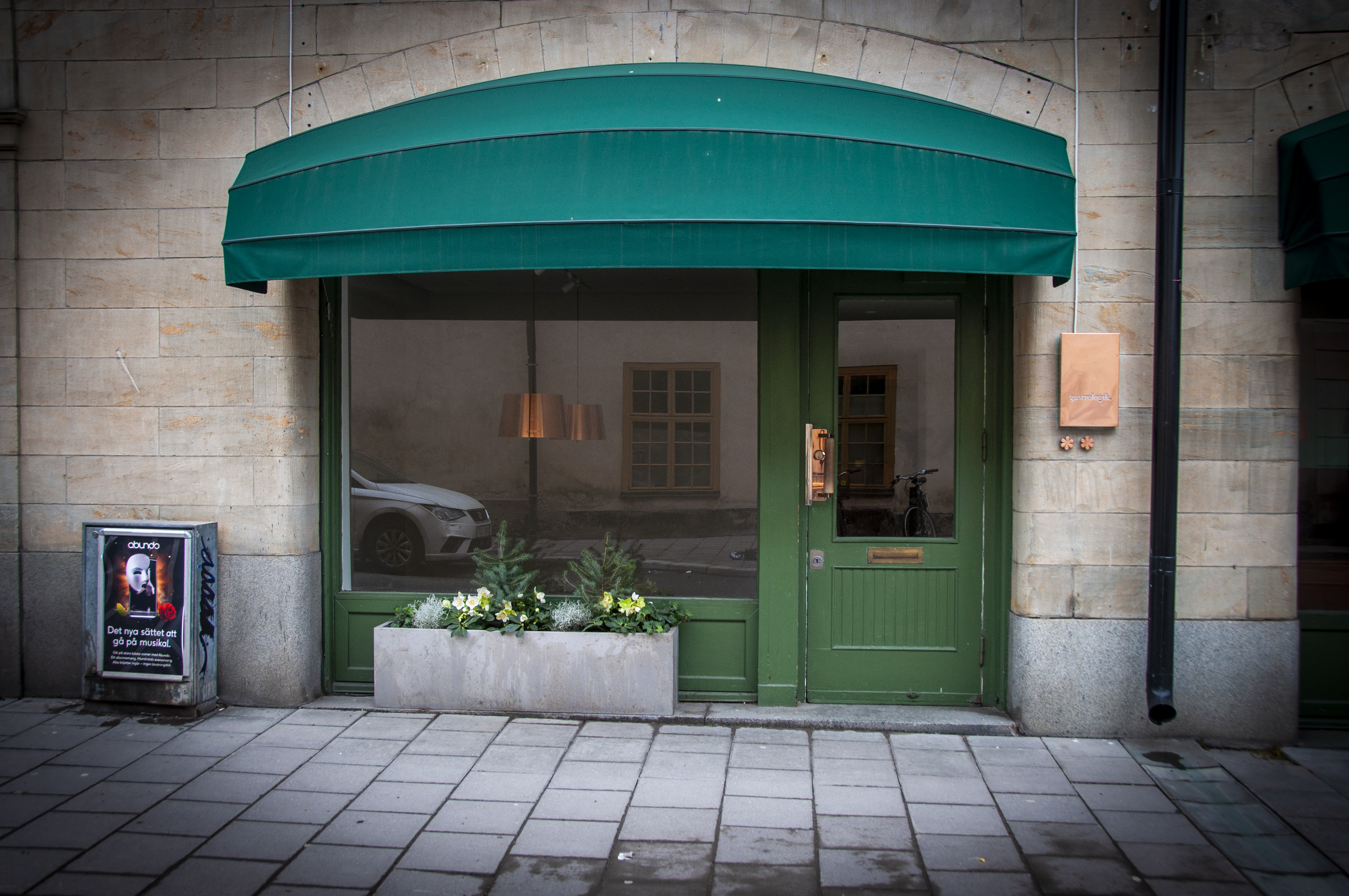
Gastrolgik

Gastrologik var en restaurang på Artillerigatan 14 på Östermalm i Stockholm.
Restaurangen öppnades 2011 av kockarna Jacob Holmström och Anton Bjuhr i Jacobs krogs gamla lokaler. Man tillämpade ett menylöst koncept där gästen fick välja en tre- eller sexrättersmeny från det nynordiska köket, men i övrigt var det kockarna som bestämde. Inredningen var avskalad med plats för 25 sittande gäster.
Krogen tilldelades 2011 och 2020 års Gulddraken i kategorin lyx.
År 2013 belönades krogen med en första stjärna i Guide Michelin, och år 2019 med en andra.
I september 2022 tillkännagjordes att restaurangen skulle komma att stänga den 17 december 2022.